# Marcel Höhlig
Marcel Höhlig (ur. 14 kwietnia 1979 w Rodewisch) – niemiecki narciarz uprawiający kombinację norweską, srebrny medalista olimpijski.

## Kariera
Po raz pierwszy na arenie międzynarodowej pojawił się w sezonie 1999/2000 Pucharu Świata B. W zawodach tego cyklu startował do sezonu 2007/2008, najlepsze wyniki osiągając w edycji 2004/2005, którą ukończył na drugiej pozycji. Jedenaście razy stawał na podium zawodów tego cyklu, w tym 27 stycznia 2001 roku w Libercu, 11 marca 2001 roku w Taivalkoski, 5 marca 2005 roku w Høydalsmo oraz 12 marca 2005 roku w Vuokatti zwyciężał.
W Pucharze Świata zadebiutował 23 listopada 2001 roku w fińskim Kuopio, zajmując 11. miejsce w sprincie. Tym samym w swoim pucharowym debiucie od razu zdobył punkty. W sezonie 2001/2002 wystartował we wszystkich zawodach, tylko kilkakrotnie nie zdobywając punktów. Najlepszy wynik osiągnął 18 stycznia 2002 roku w Libercu, gdzie był siódmy w sprincie. W klasyfikacji generalnej dało mu to szesnastą pozycję. Dzięki tym wynikom w lutym 2002 roku wyjechał na Igrzyska Olimpijskie w Salt Lake City. Osiągnął tam największy sukces w swojej karierze, wspólnie z Björnem Kircheisenem, Georgiem Hettichem i Ronnym Ackermannem zdobywając srebrny medal w zawodach drużynowych. Po skokach Niemcy zajmowali dopiero piątą pozycję, tracąc do prowadzących Finów blisko dwie minuty. Na trasie biegu byli jednak drugą najszybszą drużyną i dzięki temu wyprzedzili wszystkich oprócz Finów. Na mecie Niemcy stracili do zwycięzców tylko 7.5 sekundy, a trzecich Austriaków wyprzedzili o kolejne 3.5 sekundy. Höhlig nie wystartował w konkursie metodą Gundersena, a w sprincie zajął dopiero 25. pozycję.
Igrzyska w Salt Lake City był pierwszą i zarazem ostatnią dużą imprezą w jego karierze. W Pucharze Świata startował do sezonu 2007/2008, ale sukcesów nie odnosił. Po 2002 roku najlepsze wyniki osiągnął w sezonie 2005/2006, który ukończył na 25. miejscu. Nigdy nie stanął na podium indywidualnych zawodów Pucharu Świata, jednak w drużynie dokonał tego parokrotnie. W 2008 roku zakończył karierę.

## Osiągnięcia

### Igrzyska Olimpijskie
| Miejsce | Dzień     | Rok  | Miejscowość    | Konkurencja          | Wynik zwycięzcy | Strata      | Zwycięzca      |
| ------- | --------- | ---- | -------------- | -------------------- | --------------- | ----------- | -------------- |
| 2.      | 14 lutego | 2002 | Salt Lake City | Sztafeta K-90/4x5 km | 48:42.2 min     | +7.5 s      | Finlandia      |
| 25.     | 21 lutego | 2002 | Salt Lake City | Sprint K-120/7.5 km  | 16:40.1 min     | +1:52.1 min | Samppa Lajunen |

### Puchar Świata

#### Miejsca w klasyfikacji generalnej
- sezon 2001/2002: 16.
- sezon 2002/2003: 29.
- sezon 2003/2004: 55.
- sezon 2004/2005: 50.
- sezon 2005/2006: 25.
- sezon 2006/2007: 26.
- sezon 2007/2008: 54.

#### Miejsca na podium chronologicznie
Höhlig nigdy nie stał na podium indywidualnych zawodów Pucharu Świata.

### Puchar Kontynentalny

#### Miejsca w klasyfikacji generalnej
- sezon 1999/2000: 69.
- sezon 2000/2001: 7.
- sezon 2003/2004: 16.
- sezon 2004/2005: 2.
- sezon 2007/2008: –

#### Miejsca na podium chronologicznie
| Nr  | Data             | Miejscowość   | Konkurencja              | Wynik zwycięzcy | Pozycja | Strata   | Zwycięzca          |
| --- | ---------------- | ------------- | ------------------------ | --------------- | ------- | -------- | ------------------ |
| 1.  | 27 stycznia 2001 | Liberec       | Gundersen K120/15 km     | ?               | 1.      | –        | –                  |
| 2.  | 4 marca 2001     | Chaux-Neuve   | Sprint K90/7.5 km        | ?               | 3.      | ?        | Andrej Jezeršek    |
| 3.  | 10 marca 2001    | Taivalkoski   | Sprint K90/7.5 km        | ?               | 3.      | ?        | Jan Rune Grave     |
| 4.  | 11 marca 2001    | Taivalkoski   | Gundersen K90/15 km      | ?               | 1.      | –        | –                  |
| 5.  | 16 lutego 2004   | Hakuba        | Start masowy K120/10 km  | 228,8 pkt       | 2.      | -5,3 pkt | Takashi Kitamura   |
| 6.  | 7 marca 2004     | Klingenthal   | Gundersen K80/15 km      | ?               | 2.      | +2.8 s   | Andreas Langer     |
| 7.  | 5 marca 2005     | Høydalsmo     | Gundersen HS90/15 km     | ?               | 1.      | –        | –                  |
| 8.  | 6 marca 2005     | Høydalsmo     | Sprint HS90/7.5 km       | ?               | 2.      | +2.0 s   | Stephan Münchmeyer |
| 9.  | 12 marca 2005    | Vuokatti      | Sprint HS100/7.5 km      | ?               | 1.      | –        | –                  |
| 10. | 13 marca 2005    | Vuokatti      | Sprint HS100/7.5 km      | ?               | 2.      | +2.3 s   | Stephan Münchmeyer |
| 11. | 18 stycznia 2007 | Val di Fiemme | Start masowy HS106/10 km | 26:44.5 min     | 2.      | +20.9 s  | Jens Kaufmann      |
| 12. | 15 grudnia 2007  | Høydalsmo     | Gundersen HS94/15 km     | 39:17.0 min     | 3.      | +50.0 s  | Matthias Menz      |

### Letnie Grand Prix

#### Miejsca w klasyfikacji generalnej
- 1999: 37
- 2000: 41.
- 2001: 12.
- 2002: 35.
- 2004: 44.
- 2005: 10.
- 2006: 16.
- 2007: 41.

#### Miejsca na podium chronologicznie
Höhlig nigdy nie stał na podium indywidualnych zawodów LGP.